# McMillan CS5
McMillan «Concealable Subsonic» CS5 (англ. — «бесшумная дозвуковая») — американская снайперская винтовка под патрон 7.62x51 NATO. Разрабатывалась на основе другой винтовки производства фирмы McMillan Bros. — Tubb 2000.

## Применение
Эта винтовка специально разрабатывалась как мощное, компактное, малошумное, высокоточное оружие для скрытного и замаскированного использования армейскими и правоохранительными силами на ближней дистанции, чаще всего, в городских условиях.

## Конструкция
McMillan CS5 использует стальную ствольную коробку с продольно скользящим поворотным затвором. В винтовке используется затвор McMillan T2K и ударно-спусковой механизм с регулируемым усилием и длиной спуска производства J. G. Anschütz. Ствол из нержавеющей стали консольно вывешен внутри трубчатого цевья и оснащен дульным тормозом-пламегасителем, вместо которого может устанавливаться быстросъемный глушитель звука выстрела. Благодаря глушителю, разработанному специально для CS5, стрельба ведется практически беззвучно. Индексные метки позволяют легко привести винтовку в выбранную ранее боевую настройку. Кнопочный предохранитель располагается очень удобно, позволяя стрелку переводить оружие в боевой режим, не снимая палец со спускового крючка. Питание патронами осуществляется из отъемных коробчатых магазинов ёмкостью 10 или 20 патронов, совместимых с винтовками SR-25. Приклад трубчатой конструкции, регулируемый, быстросъемный. Винтовка сохраняет возможность стрельбы при снятом прикладе.

Прицельные приспособления устанавливаются на направляющую типа Пикатинни, выполненную на верхней поверхности ствольной коробки. Дополнительные направляющие типа Пикатинни, выполненные на цевье, позволяют ставить на винтовку складную сошку и другие аксессуары по желанию пользователя. Телескопический приклад позволяет пользоваться винтовкой стрелку с любым ростом, комплекцией и навыком. Использование современных материалов обеспечивают небольшой вес оружия. Продуманная конструкция позволяет разбирать винтовку на несколько основных частей, так что оружие можно транспортировать едва ли не в рюкзаке, не привлекая к стрелку ненужного излишнего внимания.

## Варианты
McMillan CS5 выпускается в двух вариантах:
- Standart — вариант со стволом длиной 470 мм, оптимизированный для стрельбы стандартными патронами калибра 7.62х51 со сверхзвуковой скоростью пули;
- Stubby — вариант со стволом 317 мм, оптимизированный для стрельбы патронами с тяжелой пулей с дозвуковой скоростью, в сочетании с быстросъемным глушителем звука выстрела, однако в укороченном варианте также могут применяться и стандартные патроны калибра 7.62х51.

При использовании соответствующих патронов оба варианта обеспечивают кучность стрельбы на уровне 0.75 МОА.